# San Lucas, San Lucas
San Lucas är en ort i Mexiko.   Den ligger i kommunen San Lucas och delstaten Chiapas, i den sydöstra delen av landet, 800 km öster om huvudstaden Mexico City. San Lucas ligger 665 meter över havet och antalet invånare är 4 716.
Terrängen runt San Lucas är varierad. Runt San Lucas är det ganska glesbefolkat, med 30 invånare per kvadratkilometer. Närmaste större samhälle är San Cristóbal de las Casas, 15,6 km nordost om San Lucas. Omgivningarna runt San Lucas är en mosaik av jordbruksmark och naturlig växtlighet.